# We Want Miles
We Want Miles je koncertní dvojalbum amerického jazzového trumpetisty Milese Davise. Produkoval jej Teo Macero a vydala jej společnost Columbia Records v květnu roku 1982. Záznam pochází ze tří různých vystoupení 27. června, 5. července a 4 října 1981 v Bostonu, New Yorku a Tokiu. Davis za album získal cenu Grammy.

## Seznam skladeb
Autorem všech skladeb je Miles Davis, pokud není uvedeno jinak.
1. „Jean-Pierre“ – 10:30
2. „Back Seat Betty“ – 8:10
3. „Fast Track“ – 15:10
4. „Jean-Pierre“ – 4:00
5. „My Man's Gone Now“ (DuBose Heyward, George Gershwin) – 20:12
6. „Kix“ – 18:45

## Obsazení
- Miles Davis – trubka
- Bill Evans – sopránsaxofon
- Mike Stern – elektrická kytara
- Marcus Miller – baskytara
- Al Foster – bicí
- Mino Cinelu – perkuse